# Friedrich Lahrs
Friedrich Lahrs (født 11. juli 1880 i Königsberg, død 14. april 1964 i Thüringen) var en østpreussisk arkitekt, kunsthistoriker og højskolelærer. Hans mest berømmede værker tæller kunstakademiet i Königsberg og Immanuel Kants mausoleum.